# William Gilbert
William Gilbert (Colchester, Essex, 24 de mayo de 1544–Londres, 10 de diciembre de 1603) fue un filósofo natural y médico inglés considerado uno de los pioneros del estudio científico del magnetismo. Su obra maestra es De Magnete (1600), el primer libro importante sobre física que se publicó en Inglaterra. Introdujo el término electricidad a partir de sus estudios sobre electrostática. Rechazó con vigor la filosofía aristotélica y el método escolástico de enseñanza en las universidades.

## Biografía

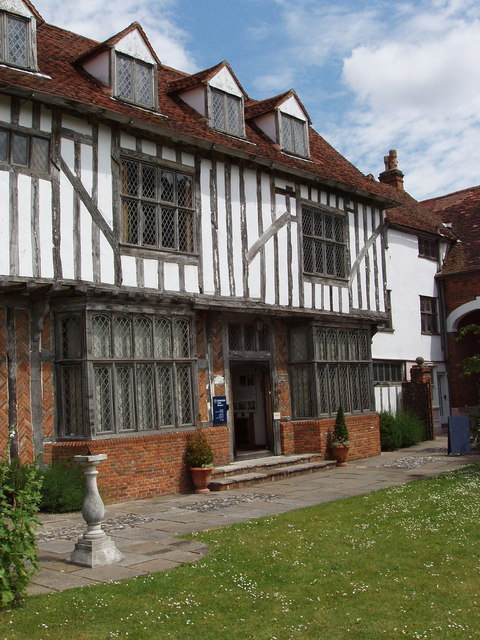
Timperleys, la casa del de la familia Gilbert en Colchester.

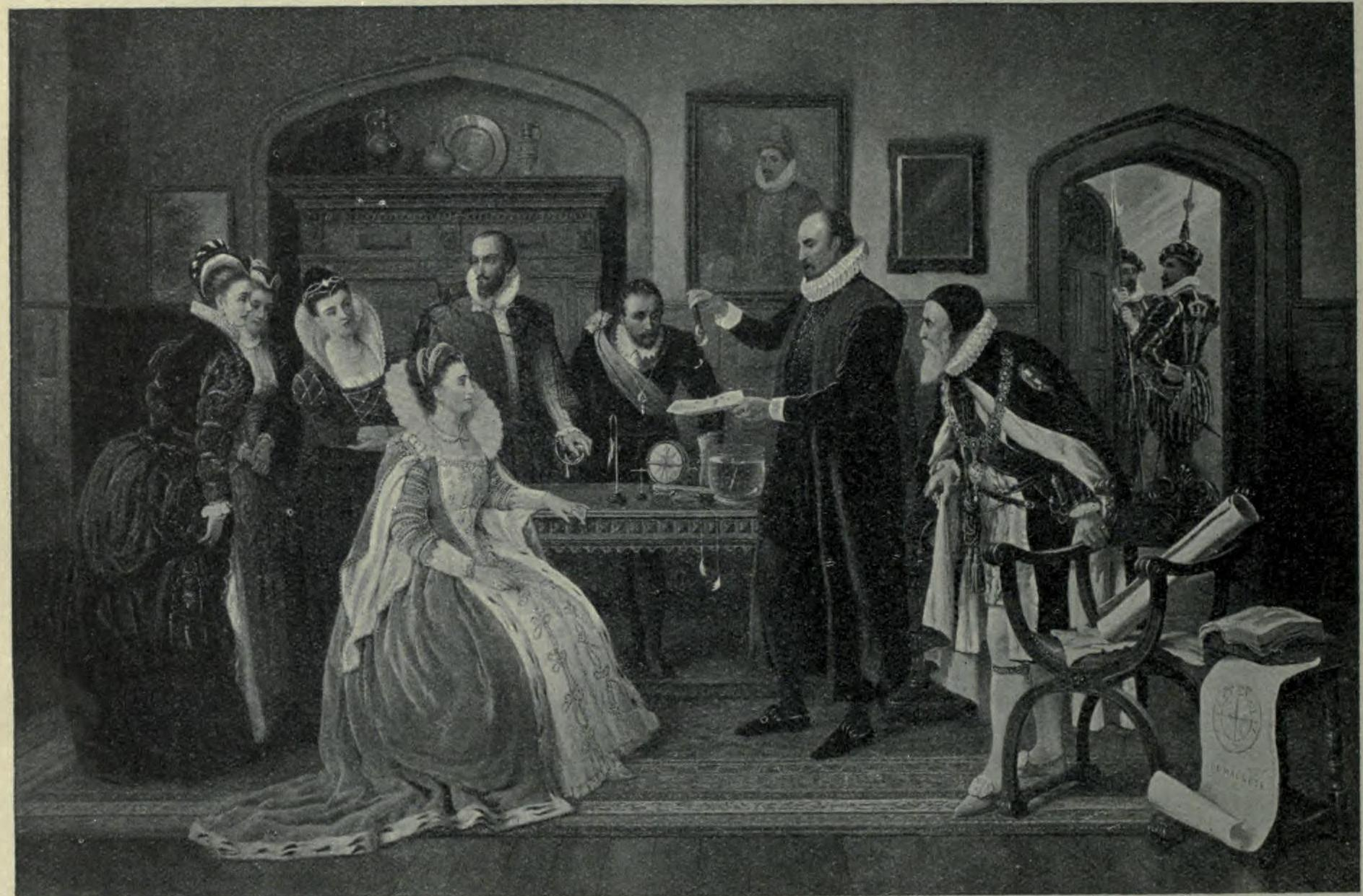
William Gilbert M.D. demostrando sus experimentos ante la reina Isabel I (pintura de A. Auckland Hunt).

Gilbert nació  el 24 de mayo de 1544 en Colchester, hijo de Jerome Gilberd, un recorder del municipio.   en  mayo de 1558 ingresó en el Saint John's College de Cambridge. En 1560 obtiene su B.A. (Bachelor of Arts); en 1564, su M.A. (Master of Arts). Finalmente, obtuvo su doctorado en 1569. Tras un paréntesis del que no existen pruebas fehacientes sobre su trayectoria vital realizó algunos viajes por el continente, tuvo una breve estancia como ecónomo del St John's College, y se sabe que se instaló en Londres en 1573 como médico en ejercicio. Al poco tiempo ingresa en el colegio de Physicians londinense, donde se presenta a la Presidencia de dicho órgano colegiado en torno a 1600. En 1601 fue nombrado médico de la reina Isabel I y, posteriormente, también de su sucesor, Jacobo I, aunque Gilbert apenas sobrevivió seis meses a la reina. : 30 
Influido por las ideas innovadoras de su contemporáneo Giordano Bruno, fue uno de los primeros filósofos naturales de la era moderna en realizar experimentos con la electrostática, el magnetismo, y dio avances en la termodinámica realizando para tal fin incontables experimentos que describía con todo lujo de detalles en su obra. Definió el término de fuerza eléctrica, el fenómeno de atracción que se producía al frotar ciertas sustancias. A través de sus experiencias clasificó los materiales en conductores y aislantes e ideó el primer electroscopio.
Su principal trabajo científico -muy inspirado en trabajos anteriores de Robert Norman - fue De Magnete, Magneticisque Corporibus, et de Magno Magnete Tellure (Sobre el imán y los cuerpos magnéticos, y sobre el gran imán que es la Tierra) publicado en 1600, y conocido popularmente como "De Magnete". En esta obra, describe muchos de sus experimentos con su modelo de Tierra llamado terrella. A partir de estos experimentos, llegó a la conclusión de que la Tierra era en sí misma magnéticay que ésta era la razón por la que las brújulas apuntaban al norte (anteriormente, algunos creían que era la estrella polar (Polaris) o una gran isla magnética en el polo norte la que atraía a la brújula).  Fue el primero en sostener que el centro de la Tierra era de hierro, y consideró una propiedad importante y relacionada de los imanes, la de que pueden cortarse, formando cada uno un nuevo imán con polos norte y sur.
Descubrió la imantación por influencia, y observó que la imantación del hierro se pierde cuando se lo calienta al rojo. Estudió la inclinación de una aguja magnética, concluyendo que la Tierra se comporta como un gran imán.
En el Magnete, (Libro 6, Capítulo 3), argumenta a favor de la rotación diurna aunque no habla de heliocentrismo, afirmando que es un absurdo pensar que las inmensas esferas celestes (dudando incluso de que existan) roten diariamente, en contraposición a la rotación diurna de la Tierra, mucho más pequeña. También postula que las estrellas "fijas" se encuentran a distancias variables remotas en lugar de estar fijas a una esfera imaginaria. Afirma que, situadas "en el éter más delgado, o en la quinta esencia más sutil, o en el vacío - ¿cómo mantendrán las estrellas su lugar en el poderoso remolino de estas enormes esferas compuestas de una sustancia de la que nadie sabe nada?".
La palabra inglesa "electricity" fue utilizada por primera vez en 1646 por Sir Thomas Browne, derivada del neolatín de Gilbert de 1600 electricus, que significa "como el ámbar".  El término se utilizaba desde el siglo XIII, pero Gilbert fue el primero en emplearlo para significar "como el ámbar en sus propiedades atractivas".  Reconoció que la fricción con estos objetos eliminaba un llamado "efluvio", que causaría el efecto de atracción al volver al objeto, aunque no se dio cuenta de que esta sustancia (carga eléctrica) era universal a todos los materiales.

Los efluvios eléctricos difieren mucho del aire, y como el aire es el efluvio de la tierra, así los cuerpos eléctricos tienen sus propios efluvios distintivos; y cada efluvio peculiar tiene su propio poder individual de llevar a la unión, su propio movimiento a su origen, a su fuente, y al cuerpo que emite el efluvio.
Gilbert, 1600

En su libro, también estudió la electricidad estática utilizando ámbar; el ámbar se llama elektron en griego, por lo que Gilbert decidió llamar a su efecto fuerza eléctrica.  Inventó el primer instrumento de medida eléctrico, el electroscopio, en forma de aguja pivotante a la que llamó versorium'.
Al igual que otros de su época, creía que el cristal (cuarzo) era una forma especialmente dura de agua, formada a partir de hielo comprimido:

Las gemas lúcidas están hechas de agua; al igual que el cristal, que se ha concretado a partir de agua clara, no siempre por un frío muy grande, como algunos solían juzgar, y por heladas muy duras, pero a veces por una menos severa, la naturaleza del suelo lo moldea, el humor o los jugos se encierran en cavidades definidas, de la manera en que se producen las chispas en las minas.
De Magnete', traducción al inglés por Silvanus Phillips Thompson, 1900

.
Gilbert sostenía que la electricidad y el magnetismo no eran lo mismo.  Como prueba, señaló (incorrectamente) que, mientras que la atracción eléctrica desaparecía con el calor, la atracción magnética no lo hacía (aunque está demostrado que, de hecho, el magnetismo se daña y debilita con el calor). Hans Christian Ørsted y James Clerk Maxwell demostraron que ambos efectos eran aspectos de una única fuerza: el electromagnetismo. Maxwell lo conjeturó en su Tratado sobre la electricidad y el magnetismo tras muchos análisis.
El magnetismo de Gilbert fue la fuerza invisible que muchos otros filósofos naturales consideraron, erróneamente, que gobernaba los movimientos que observaban.  Aunque no atribuía el magnetismo a la atracción entre las estrellas, Gilbert señaló que el movimiento de los cielos se debía a la rotación de la Tierra, y no a la rotación de las esferas, 20 años antes que Galileo (pero 57 años después que Copérnico, que lo afirmó abiertamente en su obra De revolutionibus orbium coelestium publicada en 1543 ) (véase la referencia externa más abajo). Gilbert hizo el primer intento de cartografiar las marcas de la superficie de la Luna en la década de 1590. Su mapa, realizado sin telescopio, mostraba los contornos oscuros y claros de la Luna. Al contrario que la mayoría de sus contemporáneos, Gilbert creía que las manchas claras de la Luna eran agua, y las oscuras, tierra.

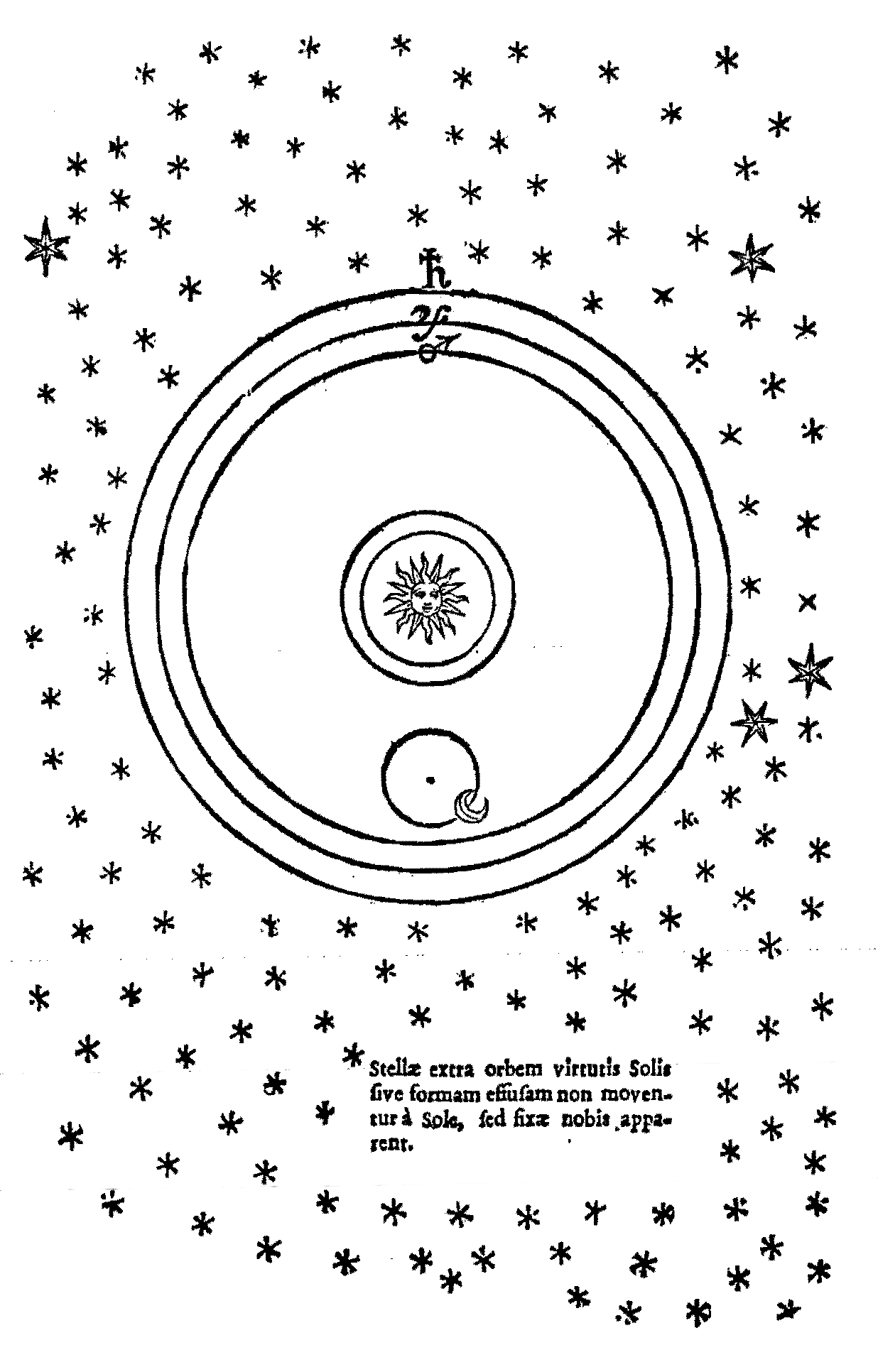
Diagrama del universo que aparece en la p202 de De Mundo

Además del De Magnete de Gilbert, apareció en Ámsterdam en 1651 un volumen cuarto de 316 páginas titulado De Mundo Nostro Sublunari Philosophia Nova  Opus posthumum, Ab Authoris fratre collectum pridem & dispositum, nunc Ex duobus Mss.. codicibus editum.  (Nueva filosofía sobre nuestro mundo sublunar), conocido como "De Mundo",  editado -según unos por su hermanastro William Gilbert de Melford, y según otros, por el eminente erudito y crítico inglés John Gruter- a partir de dos manuscritos encontrados en la biblioteca de Sir William Boswell. Se trata de una recopilación de escritos , que constaba de dos partes bien diferenciadas: "Physiologia Nova Contra Aristotelem”, donde desarrolla temas cósmicos y astronómicos; y “Nova Meteorologia contra Aristotelem”, que trata fenómenos naturales como los vientos, las mareas, las nubes, el arco iris y los cometas. Según John Davy, "esta obra de Gilbert, que es tan poco conocida, es muy notable tanto en estilo como en materia; y hay en ella un vigor y una energía de expresión muy adecuados a su originalidad. Poseedor de un conocimiento más minucioso y práctico de la filosofía natural que Bacon, su oposición a la filosofía de las escuelas fue más inquisitiva y particular, y al mismo tiempo probablemente poco menos eficiente". En opinión del profesor John Robison, De Mundo consiste en un intento de establecer un nuevo sistema de filosofía natural sobre las ruinas de la doctrina aristotélica.
William Whewell dice en su Historia de las ciencias inductivas (1859):

Gilbert, en su obra, De Magnete impresa en 1600 sólo tiene unas vagas nociones de que la virtud magnética de la tierra determina de alguna manera la dirección del eje terrestre, la velocidad de su rotación diurna y la de la revolución de la luna a su alrededor.  Gilbert murió en 1603, y en su obra póstuma (De Mundo nostro Sublunari Philosophia nova, 1631) ya tenemos una afirmación más clara de la atracción de un cuerpo por otro. "La fuerza que emana de la luna alcanza a la tierra, y, del mismo modo, la virtud magnética de la tierra impregna la región de la luna: ambas se corresponden y conspiran por la acción conjunta de ambas, según una proporción y conformidad de movimientos, pero la tierra tiene más efecto a consecuencia de su masa superior; la tierra atrae y repele, a la luna, y la luna dentro de ciertos límites, a la tierra; no para hacer que los cuerpos se junten, como hacen los cuerpos magnéticos, sino para que sigan un curso continuo." Aunque esta fraseología es capaz de representar una buena parte de la verdad, no parece haber estado conectada... con ninguna noción muy definida de la acción mecánica en detalle.

Gilbert murió el 30 de noviembre de 1603 en Londres.  Se cree que la causa de su muerte fue la peste bubónica.
Gilbert fue enterrado en su ciudad natal, en la iglesia de la Santísima Trinidad de Colchester. Su monumento mural de mármol aún puede verse en esta iglesia sajona, ahora desconsagrada y utilizada como cafetería y mercado.
En su honor se nombró la unidad de fuerza magnetomotriz en el sistema CGS, que corresponde a la necesaria para hacer pasar un flujo de un Weber en una reluctancia de un Oersted (1 gilbert = 0,79577 ampere • vuelta).

## La Tierra se comporta como un imán orientado
También se observó experimentalmente que no puede obtener un polo norte o sur separados. Si partimos un imán en dos partes, se obtendrá la formación de dos nuevos polos, "es imposible obtener un polo magnético aislado".
El intento de William Gilbert de hacer a las fuerzas magnéticas responsables del movimiento de los planetas en torno al Sol, fracasó y pasaría medio siglo hasta que Newton explicara dicho movimiento por las fuerzas de gravitación universal.
También descubrió que al aplicar calor a un imán, este pierde sus fuerzas magnéticas.

## Comentarios sobre las ideas de Gilbert
Francis Bacon nunca aceptó el heliocentrismo copernicano y criticó el trabajo filosófico de Gilbert en apoyo del movimiento diurno de la Tierra. La crítica de Bacon incluye las dos afirmaciones siguientes. La primera se repite en tres de sus obras-In the Advancement of Learning (1605), Novum Organum (1620) y De Augmentis (1623). La segunda afirmación, más severa, es de History of Heavy and Light Bodies (Historia de los cuerpos pesados y ligeros), publicada después de la muerte de Bacon.
- "Los alquimistas han hecho una filosofía a partir de algunos experimentos del horno y Gilbert, nuestro compatriota, ha hecho una filosofía a partir de observaciones de la piedra preciosa."

- "[Gilbert] se ha convertido él mismo en un imán; es decir, ha atribuido demasiadas cosas a esa fuerza y ha construido un barco a partir de una cáscara."

Thomas Thomson escribe en su Historia de la Royal Society (1812):
- "Las leyes magnéticas fueron generalizadas y explicadas por primera vez por el Dr. Gilbert, cuyo libro sobre magnetismo publicado en 1600, es uno de los mejores ejemplos de filosofía inductiva que se han presentado al mundo. Es aún más notable, porque precedió al Novum Organum de Bacon, en el que se explicó por primera vez el método inductivo de filosofar."

William Whewell escribe en su Historia de las Ciencias Inductivas (1837/1859):
- "Gilbert... afirma repetidamente el valor supremo de los experimentos. Él mismo, sin duda, actuó de acuerdo con sus propios preceptos; porque su trabajo contiene todos los hechos fundamentales de la ciencia [del magnetismo], tan completamente examinados, de hecho, que incluso en este día tenemos poco que añadir a ellos."

El historiador Henry Hallam escribió sobre Gilbert en su Introducción a la literatura de Europa en los siglos XV, XVI y XVII (1848):
- "El año 1600 fue el primero en el que Inglaterra produjo una obra notable en ciencias físicas; pero ésta bastó para dar una reputación duradera a su autor. Gilbert, un médico, en su tratado latino sobre el imán, no sólo recogió todo el conocimiento que otros habían poseído sobre ese tema, sino que se convirtió al mismo tiempo en el padre de la filosofía experimental en esta isla, y por una singular felicidad y agudeza de genio, en el fundador de teorías que han sido revividas después del lapso de los siglos, y son casi universalmente recibidas en el credo de la ciencia. El magnetismo de la Tierra, su propia hipótesis original, nova illa nostra et inaudita de tellure sententia [nuestra nueva e inaudita visión del planeta]... no era en absoluto una de esas vagas conjeturas que a veces se aplauden indebidamente... Se basó en la analogía de los fenómenos terrestres con los exhibidos por lo que él llama una terrella, o imán esférico artificial. ...Gilbert fue también uno de nuestros primeros copernicanos, al menos en cuanto a la rotación de la Tierra; y con su sagacidad habitual dedujo, antes de la invención del telescopio, que hay una multitud de estrellas fijas más allá del alcance de nuestra visión."

Walter William Bryant, del Real Observatorio de Greenwich, escribió en su libro Kepler (1920):
- Cuando Gilbert de Colchester, en su "Nueva Filosofía", basada en sus investigaciones sobre el magnetismo, se ocupó de las mareas, no sugirió que la luna atrajera el agua, sino que "los espíritus y humores subterráneos, elevándose en simpatía con la luna, hacen que el mar también se eleve y fluya hacia las costas y los ríos". Parece que una idea, presentada de alguna manera como ésta, era más fácilmente recibida que una simple declaración. Este llamado método filosófico fue, de hecho, aplicado muy generalmente, y Kepler, que compartía la admiración de Galileo por el trabajo de Gilbert, lo adoptó en su propio intento de extender la idea de la atracción magnética a los planetas.[23]

## Eponimia
- El cráter lunar Gilbert lleva este nombre en su memoria, honor compartido con el geólogo estadounidense del mismo apellido Grove Karl Gilbert (1843-1918)